# Blano di Dunblane
Blano (... – VI secolo) è stato un vescovo scozzese forse di Dunblane. Il suo culto come santo è stato confermato da papa Leone XIII nel 1898.

## Biografia
Le notizie sul culto tributato al vescovo scozzese Blano sono antiche e certe (è menzionato anche nel martirologio di Usuardo). Le uniche informazioni sulla sua vita, invece, sono tarde e leggendarie: secondo il breviario di Aberdeen, Blano nacque dalla relazione illecita di Berta, sorella di san Cathan, con uno sconosciuto; madre e figlio furono abbandonati su una barca sfondata che, lasciata andare alla deriva, giunse miracolosamente sulle coste irlandesi dove i due furono accolti dai santi Comgall e Kenneth che provvidero a battezzare il bambino. Dopo sette anni Berta e suo figlio tornarono in Scozia e furono accolti lietamente da Cathan, che fece educare Blano e poi gli conferì tutti gli ordini sacri, fino all'episcopato.
La sede vescovile di Blano viene chiamata Dumblanum o Blandonum, ma è probabile che egli sia stato vescovo di Kingarth, località sull'isola di Bute, all'estuario del Clyde.

## Il culto
Papa Leone XIII, con decreto dell'11 luglio 1898, ne confermò il culto con il titolo di santo.
Il suo elogio si legge nel martirologio romano al 10 agosto.